# Тридцать второе правительство Израиля
Тридцать второе правительство Израиля (ивр. ממשלת ישראל השלושים ושתיים‎) — правительство Израиля (2009—2012), сформировано Биньямином Нетаньяху, также получило известность как второе правительство Нетаньяху.

## Предыстория
В 2009 году на внеочередных выборах в Кнессет партия Кадима получила 28 мест. Президент Израиля Шимон Перес поручил формирование правительства Ципи Ливни, которая являлась главой партии Кадима. Кадиме не удалось сформировать правительство. Президент Израиля Шимон Перес 20 февраля поручил Нетаньяху сформировать правительство.

## Формирование правительства Биньямином Нетаньяху
В четвёртый раз за всю историю Израиля было создано правительство где правящая партия в меньшинстве (партия Ликуд набрала всего 27 мандатов). Новому главе правительства предстояла сложная задача — создание сложной парламентской коалиции, что и было сделано. Из истории аналогичных правительств известно, что ни одно из правительств где правящая партия имеет менее тридцати мандатов, не доработало свой срок до конца.
Правительство Нетаньяху самое большое за всю историю Израиля — в его состав вошли тридцать министров.
Чтобы все участники коалиции получили министерские портфели Нетаньяху в первую очередь разделил некоторые министерства. Появились
Министерство образования, министерство науки, министерство культуры и спорта.
Также впервые в истории страны Нетаньяху не назначил и. о. премьер-министра, включив в состав кабинета двух первых вице-премьеров (оба они — депутаты от Ликуда) — Моше Яалона и Сильвана Шалома, которые, и являются первыми вице-премьерами, но в правительстве руководят достаточно периферийными направлениями. Они не имеют никаких конкретных сфер ответственности, им никто не подчиняется.
Получается, что при 6 вице-премьерах, нет в правительстве человека который в чрезвычайной ситуации займет место Нетаньяху.
Израильские левые назвали данное правительство «одним из самых правых в истории Израиля».
Религиозные израильские газеты на следующий день после формирования правительства напечатали коллективную фотографию нового правительства, однако лица женщин-министров были затемнены.

## Министры
- Биньямин Нетаниягу — премьер-министр, министр здравоохранения, министр по вопросам экономической стратегии, министр по делам пенсионеров, и. о. министра иностранных дел (с 19.12.2012) (Ликуд)
- Моше «Боги» Яалон — вице премьер-министр, министр по стратегическим делам. (Ликуд)
- Сильван Шалом — вице премьер-министр,, министр развития Негева и Галилеи, министр регионального сотрудничества. (Ликуд)
- Эли Ишай — заместитель премьер-министра, министр внутренних дел. (ШАС)
- Эхуд Барак — заместитель премьер-министра, министр обороны. (Ацмаут)
- Дан Меридор — заместитель премьер-министра, министр по делам разведслужб и комиссии по атомной энергии. (Ликуд)
- Авигдор Либерман — заместитель премьер-министра, министр иностранных дел. (Наш дом - Израиль)Ушёл в отставку 19 декабря 2012 года.
- Ицхак Ааронович — министр внутренней безопасности (Наш дом - Израиль)
- Ариэль Атиас — министр строительства и жилищной политики (ШАС)
- Бени Бегин — министр без портфеля (Ликуд)
- Матан Вильнаи — министр по защите тыла (Ацмаут)
- Даниэль Гершкович — министр науки и технологии (Еврейский дом)
- Моше Кахлон — министр связи, министр социального обеспечения (Ликуд)
- Исраэль Кац — министр транспорта и безопасности на дорогах (Ликуд)
- Узи Ландау — энергетики и водоснабжения (Наш дом — Израиль)
- Софа Ландвер — министр абсорбции Израиля (Наш дом — Израиль)
- Лимор Ливнат — министр культуры и спорта (Ликуд)
- Яаков Марги — министр по делам религий (ШАС)
- Стас Мисежников — министр туризма (Наш дом — Израиль)
- Мешулам Нахари — министр без портфеля (ШАС)
- Шауль Мофаз — министр без портфеля (Кадима)
- Орит Нокед — министр сельского хозяйства и деревенского развития (Ацмаут)
- Яков Неэман — министр юстиции
- Йоси Пелед — министр без портфеля (Ликуд)
- Гидеон Саар — министр образования (Ликуд)
- Шалом Симхон — министр промышленности, торговли и занятости (Ацмаут)
- Юваль Штайниц — министр финансов (Ликуд)
- Юлий Эдельштейн — министр информации и диаспоры (Ликуд)
- Михаэль Эйтан — министр офиса Премьер-министра (Ликуд)
- Гилад Эрдан — министр по защите окружающей среды (Ликуд)

## Заместители министров
- Даниэль Аялон— заместитель министра иностранных дел.
- Гила Гамлиэль — заместитель министра сельского хозяйства.
- Аюб Кара — заместитель министра развития Негева и Галилеи.
- Ицхак Коэн — заместитель министра финансов.
- Яаков Лицман — заместитель министра здравоохранения.
- Лея Нес — заместитель министра по делам пенсионеров.
- Менахем Мозес (сменил Меира Поруша) — заместитель министра образования.